# Гуарам I
Гуарам I (груз. გუარამ; д/н — 590) — 1-й ерісмтавар (верховний князь) Іберії в 588—590 роках. У візантійських джерелах відомий як Гурген. Засновник династії Гуарамідів.

## Життєпис
Походив з династії Хосровідів. Син Леона і онук Вахтанга I, царя Іберії. Про молоді роки відомості обмежені. Перші згадки відносяться до 560-х років. На той час був намісником або еріставі область Кларджеті або Джахеті.
571 року приєднався до повстання на чолі із марзпаном Варданом III Маміконяном, спрямованим проти влади Сасанідської Персії. Оскільки цар Іберії Бакур III відмовився підтримати повсталих, то вони обрали Гуарама як законного представника правлячої іберійської династії ерісмтаваром (верховним князем). Гуарам в свою чергу заприсягся не обмежувати владу еріставі.
572 року разом з іншим еріставі звернулися за допомогою до візантійського імператора Юстина II, що спричинило нову війну імперії з Персією. В цей час імператор визнав титул та владу Гуарама. 573 року повсталі зазнали поразки. Гуарам втік до Лазики, а звідти до Константинополя.
За різними відомостями 582 або 586 року повернувся до Іберії. За першою версією здійснив це за згодою з шахіншахом Орміздом IV, які 580 року ліквідував царську владу в Іберії. За цією версією Гуарам отримав Кларджеті, а потім зовнішню Іберію. За другою версією, за підтримки візантійського імператора Маврикія повалив владу перських марзпанів в Сасанідській Іберії, закріпившись в Мцхеті. В будь-якому разі 586 року визнав зверхність Персії та почав карбувати срібну драхму.
588 року після успішного наступу Візантії на Кавказі також визнав владу візантійського імператора, від якого отримав титул куропалата і визнання титулу ерісмтавара. 589 року за підтримки візантійців здійснив потужний похід до Атропатени, яку сплюндрував. Водночас розгорнув зведення мережі прикордонних укріплень. Столицею держави стає місто Тбілісі. При цьому заснував храми Джварі і Сіоні.
Помер Гуарам I 590 року. За цим на нетривалий час владу захопив його родич Джуаншер.